# Laevichlamys allorenti
Laevichlamys allorenti is een tweekleppigensoort uit de familie van de Pectinidae. De wetenschappelijke naam van de soort is voor het eerst geldig gepubliceerd in 1988 door Dijkstra.